# Mycalesis radza
Mycalesis radza är en fjärilsart som beskrevs av Moore. Mycalesis radza ingår i släktet Mycalesis och familjen praktfjärilar. Inga underarter finns listade i Catalogue of Life.